# Botombo
 (juin 2018).
Si vous disposez d'ouvrages ou d'articles de référence ou si vous connaissez des sites web de qualité traitant du thème abordé ici, merci de compléter l'article en donnant les références utiles à sa vérifiabilité et en les liant à la section « Notes et références ».
Botombo est un village camerounais dans la région du Centre.
Il est limité par les villages de Begni, Bongando, Kilikoto et Bassolo.